# Merrilee Rush
Merrilee Rush (de domo Gunst, ur. 26 stycznia 1944 w Seattle) – amerykańska wokalistka, nominowana do nagrody Grammy.

## Życiorys

### Początki
Jest córką Reubena i Edith Gunstów. Podczas uczęszczania do szkoły podstawowej zaczęła brać lekcje gry na fortepianie. W wieku 16 lat brała udział w przesłuchaniu do zespołu Amazing Aztecs prowadzonemu przez 18-letniego saksofonistę Neila Rusha. Początkowo miała jedynie grać na fortepianie, z czasem Rush zachęcił ją do zostania wokalistką grupy. Po rozpadzie Amazing Astecs weszła wraz z Neilem w skład zespołu Merrilee and Her Men.

### OkresTiny Tony, Merrilee and the Statics
Na początku lat 60. zespół Merrilee and Her Men został częścią grupy The Statics, którą przemieniono na Tiny Tony, Merrilee and the Statics. Zespół nagrał pierwszą płytę w 1962, na której zamieścili utwory Hey Mrs. Jones (nagrany wcześniej w 1952 przez Jimmy'ego Forresta) i I Wanna Hold Your Hand (taki sam tytuł nosi piosenka z repertuaru The Beatles, lecz jest to inny utwór). 28 lipca 1962 dali koncert podczas Wystawy Światowej w Seattle, na którym Merrilee grała na organach Hammonda. Po tym występie grupa nagrała covery piosenek The Girl Can't Help It Little Richarda oraz Harlem Shuffle Bob & Earl. Przy okazji nagrania utworu Buster Brown członkowie zespołu założyli własną wytwórnię o nazwie TT BREGG Records. 1 lipca 1963 Merrilee pobrała się z Neilem Rushem i przyjęła jego nazwisko, rok później na świat przyszedł ich syn, Michael.

### OkresMerrilee and the Turnabouts
Podczas tzw. beatlemanii, w 1965, Merillee i Neil oddzielili się od The Statics i założyli zespół o nazwie Merrilee and the Turnabouts pod przewodnictwem Dave'a Ericksona (innego członka The Statics), w skład którego weszli również Vern Kjellberg (gitara), Terry Gregg (bas) i Ed Leckenby (perkusja). Merrilee została wokalistką grupy, porzucając grę na fortepianie czy organach. Wkrótce Neil Rush nawiązał współpracę z didżejem radiowym Billem Rosencranzem z Idaho, z którym założyli wytwórnię muzyczną RU-RO Records (nazwa pochodzi od pierwszych sylab nazwisk założycieli). Efektem zwrotu z muzyki rhythmandbluesowej w kierunku popu i rocka, również za sprawą popularności The Beatles, był singiel Party Song/It's Alright. W 1966 małżeństwo Rushów założyło kolejną wytwórnię o nazwie Merrilin Records (której nazwa łączyła imię Merilee z imieniem piosenkarki Lindy Hughes, która była żoną jednego z partnerów wytwórni, Texa Hughesa). Merrilee and the Turnabouts dawali występy na całym zachodnim wybrzeżu Stanów Zjednoczonych.

### SukcesAngel of the Morning

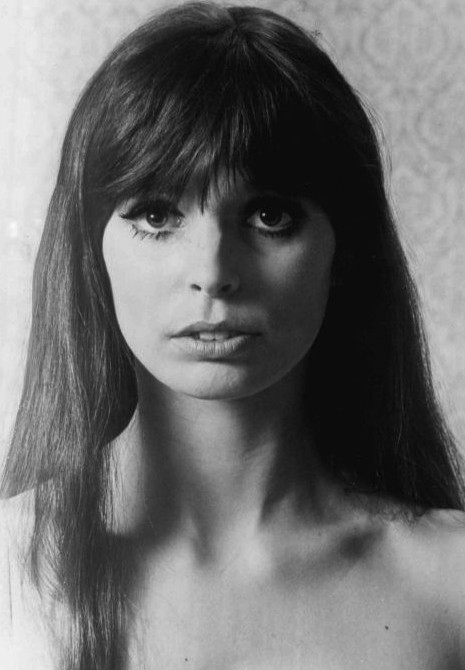
Rush w 1969

W 1967 były pracownik techniczny The Statics, Jimmy Johnson, zaczął pracować dla grupy Raiders. Johnson zaprosił Rush do udziału w tournée zespołu po południowych stanach. Podczas pobytu w Memphis w stanie Tennessee została zaproszona na sesję, podczas której Raiders nagrywali album Goin' to Memphis w American Sound Studio. Właściciel studia, Chips Moman, poprosił Merrilee o zaśpiewanie kilku przykładowych piosenek. Moman zaproponował Rush nagranie utworu Angel of the Morning autorstwa Chipa Taylora, na co przystała. Po powrocie wokalistki do Seattle w 1968 piosenka została wydana przez nowojorską wytwórnię Bell i w maju tegoż roku osiągnęła 7. miejsce na liście przebojów Hot 100 tygodnika Billboard i utrzymując się na liście przez 16 tygodni, Rush była również nominowana do nagrody Grammy za 1968 rok w kategorii najlepsza współczesna wokalistka popowa. Po sukcesie Angel of the Morning wydała utwór That Kind of Woman, który utrzymywał się na wspomnianej liście przez 6 tygodni, uzyskując 76 miejsce. Następnie Rush wydała album Angel of the Morning, również za pośrednictwem wytwórni Bell. Inny singiel z tego albumu, Reach Out (I'll Be There), notowany był na Hot 100 przez 4 tygodnie i osiągnął na niej 79 miejsce. Rush na fali popularności rozpoczęła trasę koncertową, która trwała nieprzerwanie przez 7 lat.

### Dalsze życie
W 1976 Rush podpisała kontrakt z wytwórnią United Artists, z którą wydała album Could It Be I Found Love Tonight. Rok później wydała z nią album Merrilee Rush, z którego single Rainstorm i Save Me znajdowały się na Hot 100 przez 7 tygodni, uplasowując się na 54 miejscu.
W 1977 Merrilee rozwiodła się z Neilem Rushem, po czym zamieszkała w Redmond na przedmieściach Seattle. W 1981 Rush stała na czele kwintetu The Edge. We wrześniu 1984 Rush zagrała utwór Hey Mrs. Jones wraz z zespołem Tiny Tony na festiwalu Bumbershoot. W czerwcu 1986 jej singiel Don't przez niedługi czas znajdował się w pierwszej dziesiątce UK Independent Singles and Albums Charts.

## Dyskografia
| Nazwa                            | Wytwórnia              | Rok wydania |
| -------------------------------- | ---------------------- | ----------- |
| Angel of the Morning             | Bell Records           | 1968        |
| Could It Be I Found Love Tonight | United Artists Records | 1976        |
| Merrilee Rush                    | United Artists Records | 1977        |